# 西黄石玉皇庙
西黄石玉皇庙是一座古建筑，位于山西省晋城市泽州县北义城镇西黄石村村西。
西黄石玉皇庙创建于金贞祐年间，原为佛寺，明正德七年（1512年）补修改为玉皇庙。
2023年5月16日，西黄石玉皇庙公布为第三批泽州县文物保护单位，编号3-16。